# Biokovo i Rilić
Biokovo i Rilić este o arie protejată (arie de protecție specială avifaunistică — SPA) din Croația întinsă pe o suprafață de 37.433,47 ha, integral pe uscat.

## Localizare
Centrul sitului Biokovo i Rilić este situat la coordonatele 43°15′20″N 17°10′08″E / 43.255664°N 17.169021°E.

## Înființare
Situl Biokovo i Rilić a fost declarat arie de protecție specială avifaunistică în iulie 2013 pentru a proteja 16 specii de animale.

## Biodiversitate
Situată în ecoregiunea mediteraneană, aria protejată nu include niciun habitat protejat.
La baza desemnării sitului se află mai multe specii protejate de  păsări (16): potârnichea de stâncă (Alectoris graeca), fâsă-de-câmp (Anthus campestris), acvilă de munte (Aquila chrysaetos), buha (Bubo bubo), caprimulg (Caprimulgus europaeus), șerpar (Circaetus gallicus), erete vânăt (Circus cyaneus), ciocănitoare cu spate alb (Dendrocopos leucotos), ciocănitoare neagră (Dryocopus martius), presură de grădină (Emberiza hortulana), șoim călător (Falco peregrinus), cocor (Grus grus), sfrâncioc roșiatic (Lanius collurio), ciocârlie de pădure (Lullula arborea), viespar (Pernis apivorus), ciocănitoare verzuie (Picus canus).